# 李慎明
李慎明（1949年10月—），男，河南温县人。中国人民解放军少将。第十、十一、十二届全国人大常委会委员。

## 生平
李慎明1970年12月入伍，历任副班长、师政治部宣传科新闻干事。其间，1971年加入中国共产党。1978年至1983年，任解放军报社记者处记者。其间，1981年起兼任乌鲁木齐军区政治部宣传科副科长，1982年至1983年被借调到中共中央书记处研究室工作。1983年到1994年，任中央军委办公厅副团至正师职秘书（王震的秘书）。1994年至1998年，任中国人民解放军军事医学科学院副院长兼纪委书记。1997年，获授中国人民解放军少将军衔。其间，1995年至1997年，在中共中央党校科学社会主义专业研究生班学习并毕业；1997年至1998年，在国防大学基本系指挥员班学习。
1998年10月至2013年7月，李慎明担任中国社会科学院副院长。2000年6月起，兼任中国社会科学院党组副书记。2001年至2008年，兼任中国社会科学院直属机关党委书记。

## 社会兼职
曾任第十届全国人大常委会委员、全国人大内务司法委员会委员。，第十一、十二届全国人大常委会委员。，中国政治学会会长，国家社会科学基金国际学科评审组组长，中国科学社会主义学会副会长，中国思想政治工作研究会副会长，中国国际友好联络会顾问，中国社会科学院研究生院、北方交通大学、国家高级教育行政学院兼职教授。

## 觀點言论
李慎明的主要研究方向为国际政治、全球化理论、党的建设理论等。他经常发表文章批判欧美等国民主制度的虚伪，认为西方民主没有普世意义，中国共产党开辟的「社会主义道路」和「人民代表大会制度」才符合中国国情，搞一人一票的竞选制必然会很快步入动荡、动乱甚至内战的局面。
李慎明2013年以反「歷史虛無主義」為名，否認毛澤東發動大躍進餓死三千萬人，并认为“苏联逼债”是存在的。
2021年中共十九届六中全会后，李慎明在《政治学研究》撰文，提出“坚决做到“两个维护”，坚定走中国特色社会主义道路。”

## 作品
除了合著《王震传》以外，李慎明为王震撰写和发表过多篇传记性和纪念性文章，包括回忆自己任王震秘书的11年生涯。
- 论文集《战争、和平与社会主义》
- 长篇传记文学《纵马湘赣》、《王震传》（合著）[1]